# Журов, Юрий Васильевич
Ю́рий Васи́льевич Жу́ров (9 апреля 1934, Енисейск — 29 декабря 2009, Брянск) — советский и российский историк, доктор исторических наук, член-корреспондент Российской академии образования.

## Биография
В 1956 г. окончил с отличием историко-филологический факультет Красноярского государственного педагогического института. В 1960 г. обучался в аспирантуре Иркутского педагогического института, там же защитил кандидатскую диссертацию по теме «Енисейское крестьянство в годы Гражданской войны». Докторская диссертация по теме «Крестьянство Сибири в годы Гражданской войны» была защищена в Томском университете. Сразу после окончания вуза работал учителем в средней школе, затем на различных должностях в Красноярском государственном педагогическом институте.
С 1983 года работал в Брянском государственном педагогическом университете им. И. Г. Петровского, где с 1985 по 2004 годы занимал должность ректора. После ухода с поста ректора возглавлял кафедру новой и новейшей истории и права исторического факультета БГУ. Автор более 140 научных и научно-популярных публикаций, среди которых особо выделяются авторские монографии и книги: «Енисейское крестьянство Сибири в годы гражданской войны» (1972), «Гражданская война в сибирской деревне» (1986), «Проблемы методологии истории» (1996), «Четверть века Страны Советов. Основные проблемы истории СССР с конца 1920-х гг. до марта 1953 г.» (2004). Также является соавтором научных работ «Союз рабочего класса и крестьянства Сибири. 1917—1937 гг.» (1978 г.) и «История крестьянства Западного региона России (1917—1941 гг.)» (2002).

## Награды
- Заслуженный деятель науки Российской Федерации (6 января 1995) — за заслуги в научной деятельности[3]
- Орден Почёта (1999)[4]

## Сочинения

### Монографии, книги, учебные пособия
- Четверть века страны Советов, Основные проблемы истории СССР с конца 20-х гг. до марта 1953 г., Издательство Брянского госуниверситета (БГУ) 2004
- История крестьянства Западного региона России (1917—1941 гг.).,Издательство научной литературы Н. Бочкаревой Калуга 2002. Издание осуществлено по гранту РГНФ, в соавт. В. Я. Филимонов, Д. И. Будаев
- Проблемы методологии истории.,Издательство Брянского госпедуниверситета 1996 г.
- Гражданская война в сибирской деревне.,Издательство Краснояр-ского госуниверситета (КГУ) 1986 г.
- Союз рабочего класса и крестьянства Сибири (1917—1937 гг.).,Издательство «Наука». Новосибирск 1978., в соавт. Н. Я. Гущин, Л. И. Боженко
- Методические указания по историко-краеведческой практике.,Красноярский госпедуниверситет (КГПУ) 1976
- Енисейское крестьянство Сибири в годы гражданской войны. ,Красноярский госпединститут. Красноярск 1972
- Глава «Крестьянство Сибири в годы гражданской войны» в монографии «Крестьянство Сибири в 1917—1937 гг.».,Издательство «Наука» Новосибирск 1983.
- Гл.6 § 2 Крестьянство Сибири под властью контрреволюции. Борьба за восстановление Советской власти в монографии История советского крестьянства". Т. 1, Издательство «Наука», Москва, 1986

### Прочие научные публикации
- Боевые действия партизан на юге Енисейской губернии в 1919 г.,Ученые записки Красноярского госпединститута (КГПИ) 1955 г.
- Первый Чрезвычайный съезд крестьянских, рабочих и солдатских депутатов Минусинского уезда. Публикация документа со вступительной статьей.,Ученые записки КГПИ т. 9, выпуск I. 1957 г.
- Трудящиеся Иланского на путях к Октябрю. В сборнике статей «Борьба за власть Советов в Енисейской губернии».,Издательство «Красноярский рабочий» 1958 г.
- В. И. Ленин о крестьянстве Сибири в 1917—1920 гг. Сборник статей «Бессмертная сила идей ленинизма».,Красноярск 1960 г.
- Социально-экономическое положение крестьянства Енисейской губернии в годы гражданской войны и военной интервенции. В сб. «К изучению экономики Енисейской губернии конца XIX — начала XX вв.».,Красноярское книжное издательство 1962 г.
- К характеристике социально-экономического положения крестьянства Енисейской губернии в годы гражданской войны. Публикация документов в сб. "К изучению экономики Енисейской губернии конца XIX — начала XX вв.,Красноярское книжное издательство 1962 г.
- Енисейское крестьянство в советско-партизанских районах в годы гражданской войны.,Сборник работ аспирантов Иркутского госпединститута 1962 г.
- Социальный состав и социально-политические платформы енисейских партизан.,Ученые записки Красноярского госпединститута 1964 г.,
- Николай Коростылев (брошюра).,Красноярское книжное издательство 1966 г.,
- Из истории крестьянства Восточной Сибири. Сборник научных трудов. Ответственный редактор,Красноярское книжное издательство 1966 г.
- Енисейский край в годы гражданской войны. Глава в книге «История Красноярского края».,Красноярское книжное издательство 1967 г., в соавт. В. К. Логвинов
- Предисловие и комментарии к воспоминаниям В. Г. Яковенко «Записки партизана».,Красноярское книжное издательство 1968 г.
- Составление исторической части физической карты «Красноярский край».,Новосибирское карто-графическое изд-во, 1968 г.
- Новая книга о героическом подполье (рецензия).,Ж. «Сибирские огни» (Новосибирск). 1969 г. № 7
- Яковенко В. Г.,Ж. «История СССР» (Москва). 1969 г. № 3
- Партизанское движение и революционные преобразования в сибирской деревне (1918—1920 гг.) — В кн. «Ленин и первые аграрные преобразования Советской власти».,Институт истории СССР АН СССР (Москва), 1969 г.
- Классовая борьба в енисейской деревне весной-летом 1918 г. в сб. статей «Из истории Сибири». Вып. 2.,Красноярск 1970 г.
- Проблемы аграрной революции в Сибири. В кн. «Проблемы истории советского общества в Сибири».,Сибирское отделение АН СССР 1970 г.
- Партизанское движение и революционные преобразования в сибирской деревне (1918—1920 гг.). В кн. «Проблемы аграрной истории советского общества».,Издательство «Наука» (Москва) 1971 г.
- К вопросу об аграрно-крестьянской революции в Сибири. В кн. «Из истории Сибири». Вып. 4.,КГПИ 1971 г.
- В. И. Ленин и некоторые вопросы истории гражданской войны в Сибири. Материалы юбилейной научной конференции, посвященной 100-летию со дня рождения В. И. Ленина.,КГПИ 1971 г.
- Новое сказание о людях тайги (рецензия на исторический роман Черкасова и Москвиной «Конь рыжий».,Газ. «Красноярский рабочий». 20.12.1972 г.
- Сельские большевистские организации Сибири в 1917—1918 гг. Сб. «Вопросы истории партийных организаций Сибири». ,КГПИ 1973 г.
- Из истории Сибири. Сб. статей. Вып. 6. ответственный редактор,Красноярск 1973
- История Сибири. На соискание государственной премии 1973. (рецензия).,Газ. «Красноярский рабочий» 23.07.1973 г., в соавт. П. Н. Павлов
- Народовластие (Исторический очерк о депутатах Верховного Совета СССР от Красноярского края. 1937—1974 гг.,Газ. «Красноярский рабочий» 23.07.1973 г.
- Расстановка классовых сил в сибирской деревне на различных этапах гражданской войны. В сб. 50 лет разгрома интервентов и окончения гражданской войны.,Институт истории СССР АН СССР (Москва),1972 г.
- «Из истории Сибири» Вып.6. Ответственный редактор. ,КГПИ 1973 г. 38. К историографии советского строительства в сибирской деревне в 1917—1918 гг. В сб. «Вопросы методологии истории и историографии».,Томский университет 1974 г.
- А. Л. Литвин Крестьяне среднего Поволжья в годы гражданской войны (рецензия).,Ж. «История СССР» Москва, 1974 г. № 4
- Книга о сибирском колхозе (рецензия).,Ж. «История СССР» Москва, 1974 г. № 5
- Большевистские организации и первые революционные преобразования в Сибирской деревне. В сб. «Из истории красноярской партийной организации». Вып. 6.,КГПИ 1974 г.,
- Гражданская война и расстановка классовых сил в Сибирской деревне летом 1918 г. В кн. «Вопросы историографии и социально-политического развития Сибири (XIX—XX вв.)». Выпуск 1.,КГПИ 1976 г.
- Основные направления борьбы большевиков за крестьянские массы Сибири в годы гражданской войны (1918—1920 гг.) В кн. «Осуществление ленинских идей о союзе рабочего класса и крестьянства в Сибири».,Алтайский госуниверситет 1976 г.
- Крестьянство Сибири в годы гражданской войны. 1918—1920 гг. Докторская диссертация. ,Красноярск 1975 г.
- Крестьянство в годы гражданской войны (1918—1920 гг.) — автореферат докторской диссертации. ,Томский университет, 1975 г.
- Ответственность исследователя. О книге А. Н. Лифантьева «Очерки о шиткинских партизанах». ,Г. «Красноярский рабочий» 9.04.1975 г., в соавт. В. П. Сафронов
- Из реки по имени факт (рецензия на исторический роман Н. Волкова «День будет ясным».,Г. «Красноярский рабочий» 12.12.1976
- Основные направления борьбы большевиков за крестьянские массы Сибири в годы гражданской войны (1918—1920 гг.) В кн. «Осуществление ленинских идей о союзе рабочего класса и крестьянства в Сибири».,Барнаул 1976 г.
- В. Л. Соскин. Ленин, революция, интеллигенция. Новосибирск. Наука. 1973 г. Рецензия в кн. «Социальные аспекты духовной жизни общества».,Красноярск 1976 г.
- Гражданская война и расстановка классовых сил в сибирской деревне летом 1918 г. В кн. "Вопросы историографии и социально-политического развития Сибири (XIX—XX вв.) Выпуск 1.,Красноярск. 1976 г.
- Творческий путь сибирского историка (П. Н. Павлов 1921—1974 гг.) В кн. "Вопросы историографии и социально-политического развития Сибири (XIX—XX вв.) Вып. 1.,Красноярск 1976 г., в соавт. Г. Ф. Быконя
- Жизнь посвященная народу. (Рецензия на книгу Н. С. Клиориной «Н. Мещеряков»). ,Г. «Красноярский рабочий», 29.11.1978 г.
- Социальная структура Сибирской крестьянства в годы революции и гражданской войны (1917—1920 гг.). В кн. «Проблемы истории советской сибирской деревни».,Новосибирск, «Наука», 1977 г.
- Революционный Красноярск в годы гражданской войны. В кн. «Красноярску — 350».,Красноярское книжное издательство 1978 г.
- Долой Колчака! В кн. «Красноярск и красноярцы».,Красноярское книжное издательство 1978 г.,
- Большевистское подполье борется. В кн. «Красноярск и красноярцы».,Красноярское книжное издательство 1978 г.
- Возникновение Красноярского отряда Ленинского комсомола 1917—1920 гг. Глава книги «В строю поколений». Очерки истории Красноярской организации ВЛКСМ.,Красноярское книжное издательство 1978 г.
- Сельское революционное подполье Сибири 1918—1919 гг. В кн. «Социально-политическое развитие советской сибирской деревни».,Новосибирск, «Наука», 1980 г.
- Большевики и сибирская деревня…(1917—1937 гг.) ответственный редактор.,КГПИ 1981 г.
- Коростлев Н. И. (1880—1919 гг.). Статья в сборник «Бойцы революции»,Красноярское книжное издательство 1982 г.
- Яковенко В. Г. (1889—1938 гг.). Статья в сборник «Бойцы революции».,Красноярское книжное издательство 1982 г.
- Новые работы о борьбе большевиков Западной Сибири за народные массы в 1917—1920 гг. В сборнике научных трудов «Борьба большевистской Сибири за народные массы в годы революции и гражданской войны»,Красноярск 1983 г., в соавт. М. И. Плотникова, В. И. Шишкина
- Почетный гражданин горсовета М. И. Калинин. В кн. "Красноярск и красноярцы.,Красноярск 1978 г.
- Комсомольцы двадцатого года. В кн. «Красноярск и красноярцы»,Красноярск 1978 г.
- Депутат Костенко В. М. В кн. «Красноярск и красноярцы»,Красноярск 1978 г.
- Борьба большевиков Сибири за народные массы в годы революции и гражданской войны. Ответственный редактор.,Красноярск 1983 г.
- Большевики Енисейской губернии в годы гражданской войны и военной интервенции 1918—1920 гг. Глава в кн. «Очерки истории Красноярской краевой организации КПСС 1895—1980 гг.»,Красноярское книжное издательство 1982 г.
- Летопись Красноярского государственного педагогического института 1932—1982 гг. Ответственный редактор.,Красноярское книжное издательство 1982 г.
- За что отвечать студенту.,Г. Брянский рабочий 25.08.1987 г.
- Эволюция и сущность лозунга «Вся власть Советам» В сб. докладов и сообщений на межвузовской научной конференции «Продолжение дела Великого Октября»,Красноярское книжное издательство 1988 г.
- Проблемы периодизации истории советского общества, с сб. тезисов докладов научной конференции «Перестройка и научный прогресс», ч. II ,Брянский пединститут 1991 г.
- Многоуровневая система обучения в высшей педагогической школе и формирования рынка учительского труда в сб. статей «Проблемы перехода на многоуровневую систему обучения в педвузах».,Калужский пединститут 1991 г.
- О работе БГПИ по подготовке учителей к осуществлению трудового воспитания и профориентации учащихся… Трудовая подготовка учащихся в условиях научно-технического прогресса. Тезисы докладов Всероссийской научно-практической конференции.,Брянск 1936 г., в соавт. А. Н. Прядехо
- В. Г. Яковенко Записки партизана. Предисловия (биографический очерк В. Г. Яковенко) Издание 2-е, дополненное.,Красноярское книжное издательство 1988 г.
- В. Г. Яковенко Записки партизана. Примечания и комментарии издание 2-е.,Красноярское книжное издательство 1988 г.
- Проблемы подготовки, аттестации и повышения квалификации вузовских преподавателей.,Ж. Известия РАО. Москва, 2000 г.
- Программа развития системы образования Брянской области до 2000 г. — руководитель группы разработчиков.,Бюллетень управления образования Брянской области. 1994 г. № 4
- Концепция развития системы образования Брянской области. Автор введения. § — 8.,БГПИ 1993 г.
- Октябрь и вопросы аграрного развития России. В кн. «Отечественная и всеобщая история: методология, источниковедение, историография. Материалы научной конференции»,БГПИ 1993 г.
- Октябрь в историческом опыте аграрного освоения Сибири. В кн. «XX в.: исторический опыт аграрного освоения Сибири»,Красноярский госуниверситет 1993 г.
- Динамика средней продолжительности жизни в России (конец XIX—XX вв.). В сб. «Проблемы исторической демократии и исторической географии центрального Черноземья и запада России».,Курск 1994 г.
- О некоторых чертах эволюции политической системы советского общества в период НЭПа. В кн. «Власть и общество в России в первой трети XX века», МПГУ 1994 г.
- Средняя продолжительность жизни человека как критерий прогресса в историческом развитии.,Ж. Новая и новейшая история. Москва. № 4 — 5. 1994 г.
- Методологические вопросы периодизации истории советского общества. В сб. тезисов докладов научно-практической конференции.,Красноярск 1995 г.
- М. И. Сычёв — последние годы жизни. В кн. «Из истории Брянского края», БГПУ 1995 г.
- О сущностных чертах сталинизма и его месте в теории и практике социализма. Сб. статей Общественная мысль, политические движения и партии России XIX—XX вв. ,Брянский педуниверситет. 1996 г.
- Проблемы подготовки, повышения квалификации и аттестации преподавателей истории в вузе. В сб. научных трудов Проблемы преподавания истории в вузе.,РАО — БГУ. Брянск. 1998 г.
- Проблемы преподавания истории в вузе. Сб. научных трудов. Ответственный редактор.,БГУ. 1998 г.
- Страницы демографии ученого и педагога (Платунов Н. И.). В сб. Проблемы отечественной и всемирной истории., БГУ 1998 г., в соавт. С. П. Яковлева
- Творческий путь профессора Э. М. Щагина. В сб. научных трудов «Власть и общество России XX века».,Москва — Тамбов 1999 г., в соавт. А. Ф. Киселёв
- Об основных направлениях внутриполитического курса РКП(б) и Советского государства в первые годы НЭПа.. Сб. статей Общественная мысль, движения и партии в России XIX—XX вв.,Брянск 2000 г.
- Экономическое положение и социально-политические ориентации зажиточного крестьянства России в годы революции, гражданской войны и интервенции (1917—1920 гг.) Сб. Научных трудов БГПУ имени акад. И. Г. Петровского 70 лет. ,Брянск 2000 г.
- Брянскому педагогическому университету им. Академика И. Г. Петровского 70 лет. Сб. Научных трудов. Председатель редколлегии.,БГУ 2000 г.
- Зажиточное крестьянство России в годы революции, гражданской войны и интервенции (1917—1920 гг.) «Зажиточное крестьянство России в исторической ретроспективе: землевладение, землепользование, производство, менталитет». Материалы XXVII сессии Симпозиума по аграрной истории Восточной Европы,Москва — Вологда 2001 г.
- Революционно-демократические партии и западнорусская деревня в годы гражданской войны. Сб. научных статей Общественная мысль, движения и партии в России XX—XIX вв., БГУ 2001 г., в соавт. Л. Г. Трошина
- Советы и ВКП(б) в 30-е годы. Установление большевиками монополии на государственную власть. Сб. научных статей Общественная мысль, движения и партии в России XX—XIX вв. Ч. II.,БГУ 2002 г.
- Межславянские связи взаимодействия в Восточной Европе: история, проблемы, перспективы — Отв. редактор,БГУ 2003 г.
- Сущностные процессы и периодизация истории советского общества в 1920 гг. Сб. научных трудов. Проблемы истории Советского государства и общества. Вып. 1.,БГУ 2001 г.,
- Проблемы истории советского общества и государства. Сб. научных трудов. Вып. I. Ответственный редактор,БГУ 2002 г.
- Власть и общество в СССР 30-х гг. В сб. научных трудов. Российское общество и власть в XX веке.,Москва — Рязань 2003
- Состояние и проблемы развития гуманитарной науки в центральном регионе России — Материалы научно-практической конференции. Ответственный редактор. ,БГУ 2003 г.
- Вестник БГУ № 1. Председатель редакционной коллегии,БГУ 2003 г.
- Модель регионального классического университета и её место в подготовке педагогических кадров, Вестник БГУ, Брянск, БГУ, 2005